# Daniel Bellissimo
Daniel Bellissimo (* 15. August 1984 in Toronto, Ontario) ist ein ehemaliger italo-kanadischer Eishockeytorwart, der zuletzt beim VIK Västerås HK in der schwedischen HockeyAllsvenskan unter Vertrag stand. Sein Bruder Vince Bellissimo ist ebenfalls ein professioneller Eishockeyspieler.

## Karriere
Daniel Bellissimo begann seine Karriere als Eishockeyspieler in der Ontario Junior Hockey League, in der er von 2001 bis 2004 für die Vaughan Vipers, Georgetown Raiders, Stouffville Spirit und St. Michael’s Buzzers aktiv war. Anschließend besuchte er drei Jahre lang die Western Michigan University, für deren Eishockeymannschaft er parallel in der Central Collegiate Hockey Association spielte. Von 2007 bis 2011 spielte der Torwart für Asiago Hockey in der italienischen Serie A1. Mit seiner Mannschaft wurde er in den Spielzeiten 2009/10 und 2010/11 jeweils Italienischer Meister.
Die Saison 2010/11 verbrachte Bellissimo beim Bofors IK in der HockeyAllsvenskan, der zweiten schwedischen Spielklasse. Dort konnte er mit guten Leistungen überzeugen und wurde im Anschluss an die Spielzeit vom Timrå IK aus der Elitserien verpflichtet. Für Timrå absolvierte Bellissimo in der Saison 2012/13 39 Elitserien-Partien, in denen er überdurchschnittliche Statistiken aufwies. Im April 2013 wechselte er innerhalb der Liga zum Luleå HF, für den er bis zum Dezember des gleichen Jahres neun Einsätze in der Svenska Hockeyligan absolvierte. Anschließend wurde er aus seinem Vertrag entlassen.
Im Februar 2014 wurde er vom VIK Västerås HK aus der HockeyAllsvenskan verpflichtet, wurde aber in keinem Pflichtspiel des Klubs eingesetzt. Nach Ende der Spielzeit beendete er seine Karriere.

### International
Für Italien nahm Bellissimo an den Weltmeisterschaften der Top-Division 2010, 2012 und 2014 sowie der Weltmeisterschaft der Division I 2011, als er nach seinem Landsmann Thomas Tragust jeweils die zweitbeste Fangquote und den geringsten Gegentorschnitt des Turniers erreichte, teil.

## Erfolge und Auszeichnungen
- 2010 Italienischer Meister mit Asiago Hockey
- 2010 Bester Spieler der Serie A1
- 2010 Beste Fangquote der Serie A1
- 2011 Italienischer Meister mit Asiago Hockey

### International
- 2011 Aufstieg in die Top-Division bei der Weltmeisterschaft der Division I, Gruppe A